# Pica-soques de les Filipines
El pica-soques de les Filipines (Sitta oenochlamys) és un ocell de la família dels sítids (Sittidae).

## Hàbitat i distribució
Habita boscos i selva a les muntanyes de Luzon, Samar, Leyte, Panay, Guimares, Negros, Cebu, Mindanao i Basilan, a les Filipines.